# Пунта-Альен
Пунта-Альен (исп. Punta Allen) — посёлок на побережье Карибского моря в муниципалитете Тулум мексиканского штата Кинтана-Роо. Численность населения, по данным переписи 2010 года, составила 469 человек.